# Lillasyster produktion
Lillasyster Produktion AB, grundat 2005, var ett Stockholmsbaserat produktionsbolag inom film, TV och reklam.
Bolaget ägdes delvis av regissören och skådespelaren  Gustaf Åkerblom. Bolaget gjorde till en början mycket vinjetter till tv-program men  producerade och medproducerade de sista åren en rad tv-program, dokumentärer och filmer.
Bolaget försattes i konkurs 2022 och likviderades 2023. När bolaget lades ner bildades istället två nya produktionsbolag.

## Urval av produktioner
- Förvaret - Postproduktion[5]
- Sune i fjällen. (SF) Trailer och grafikproducent.[6]
- Gruppen och herrarna. (SVT) Producent
- #dinröst (Valet 2014) i SVT - Grafik och vinjettproducent
- Världsarvet Laponia. (20 dokumentära filmer om Unescos världsarv) Producent
- All we have is now. (Bio) Postproduktion
- Muttern [7](Kortfilm med stöd av SFI) Producent
- Katinkas Kalas [8](BIO, SF & SVT) förtexter & animation
- Viasat loves sport[9] (Reklamfilm)
- Carlsberg Xide[10]